# Wiese
Wiese je rijeka koja protječe kroz njemački Baden-Württemberg i grad Basel u Švicarskoj. Duga je 54,6 km.
Desna je pritoka Rajne. Izvire u Schwarzwaldu u Feldbergu. Rijeka Wiese protječe kroz Todtnau, Schönau im Schwarzwald, Schopfheim i Lörrach. Nakon prelaska granice sa Švicarskom rijeka teče kroz Basel i utječe u Rajnu nasuprot francuskog grada Saint-Louisa.

## Galerija
- Rijeka Wiese u Lörrachu
- Vodenica Rötteln

## Vanjske poveznice
|  | Zajednički poslužitelj ima još gradiva o temi Wiese |